# Bộ Thần (臣)
Bộ Thần, bộ thứ 131 có nghĩa là "bầy tôi" là 1 trong 29 bộ có 6 nét trong số 214 bộ thủ Khang Hy.
Trong Từ điển Khang Hy có 16 chữ (trong số hơn 40.000) được tìm thấy chứa bộ này.

## Tự hình Bộ Thần (臣)

Giáp cốt văn
Kim văn
Tiểu triện

## Chữ thuộc Bộ Thần (臣)
| Số nét bổ sung | Chữ                |
| -------------- | ------------------ |
| 0              | 臣/thần/           |
| 2              | 臤/khiên/ 臥/ngọa/ |
| 6              | 臦/quýnh/          |
| 8              | 臧/tang/           |
| 11             | 臨/lâm/ 臩/quýnh/  |